# 956 엘리사
956 엘리사(영어: 956 Elisa)는 소행성이다. 소행성대의 V형 소행성으로, 베스타 족에서 멀리 떨어져 있지 않으나 속하지는 않는다. 그러나 아마도 4 베스타에서 다른 천체가 충돌하여 튀어져 나간 것으로 추정된다.. 자전주기는 3.888 시간이다. 보관됨 2006-06-14 - 웨이백 머신.